# Carl Johanson i Hörninge
Carl Johan Emanuel Johanson, i riksdagen kallad Johanson i Hörninge, född 11 juli 1871 i Köpings församling, Kalmar län, död 17 augusti 1924 i Köpings församling, var en svensk lantbrukare och politiker (bondeförbundet). 
Johansson var ledamot av riksdagens andra kammare 1921 (invald i Kalmar läns södra valkrets) samt från 1922 till sin död 1924 (invald i Kalmar läns valkrets).